# Hilton Beach
Hilton Beach es un pueblo canadiense situado en la provincia de Ontario.

## Superficie
Hilton Beach tiene una superficie de 2,52 km².

## Demografía
En 2021, tenía 198 habitantes, una densidad poblacional de 78,6 hab./km², y 134 viviendas.